# Michel Rey
Michel Rey is een Zwitserse hotellier en amateur golfer.

## Hotellier
Michel Rey en zijn echtgenote Viviane werken sinds 1986 in het wereldberoemde hotel Baur au Lac. Het hotel werd in 1844 geopend en ligt aan het meer bij Zürich, met uitzicht op de Alpen. Michels vader was de vorige manager, en Michel en Viviane Rey volgden hem in 1982 op. Hoewel Viviane zich met de inrichting bemoeit, is het vernieuwde restaurant Pavillon ingericht door Pierre-Yves Rochon. De GaultMillau waardeert het restaurant met 12 punten.

Eind 2012 wil Michel zich terugtrekken, hij wordt opgevolgd door Wilhelm Luxem. Viviane blijft nog directrice.

## Golfer
In zijn jongere jaren was Michel Rey meer bekend als golfer. Hij won verschillende keren het Zwitsers Omnium (Nationaal Open Kampioenschap) en in 1976 werd hij 8ste bij het wereldkampioenschap in Portugal. Hij is nog steeds lid van de golfclub in Crans en zijn handicap is in de loop der jaren gestegen naar 14,3 (2012).

### Gewonnen
- Omnium (Zwitserland): 1974, 1976, beste amateur in 1966 en 1968